# Черкасов, Владимир Кузьмич
Влади́мир Кузьми́ч Черка́сов (14 июня 1946, Казань — 1 января 2023) — российский учёный в области химии стабильных свободных радикалов и парамагнитных металлоорганических и координационных соединений, член-корреспондент РАН (2003).

## Биография
Родился 14 июня 1946 года в Казани.
В 1970 году окончил Горьковский Государственный Университет имени Н. И. Лобачевского.
В 1973 году защитил кандидатскую диссертацию, тема: «Исследование методом электронного парамагнитного резонанса нитроксидных радикалов, образующихся при окислении арил-N-окситриазенов» (научные руководители — академик АН СССР Г. А. Разуваев, кандидат химических наук Г. А. Абакумов).
В 1995 году защитил докторскую диссертацию, тема: «Синтез и исследование методом ЭПР в растворе состава, строения и динамики координационной сферы парамагнитных комплексов переходных металлов» (научный консультант — член-корреспондент РАН, доктор химических наук Г. А. Абакумов).
В 2003 году избран членом-корреспондентом РАН.
Был заместителем директора по научной работе Института металлоорганической химии им. Г. А. Разуваева РАН — ИМХ РАН (Нижний Новгород).
Был заместителем председателя Нижегородского научного центра РАН.
Был заведующим филиалом кафедры органической химии Нижегородского государственного университета.
Скончался 1 января 2023 года.

## Научная деятельность
Видный специалист в области химии стабильных свободных радикалов и парамагнитных металлоорганических и координационных соединений.
Автор 260 научных публикаций.
Изучал вопросы синтеза, строения и свойств нового типа химических соединений — комплексов металлов со свободно-радикальными лигандами.
При его участии разработаны новые, защищённые авторскими свидетельствами и патентами, фоточувствительные среды для записи информации, фотополимеры и технологии формирования оптических элементов.
Один из первых в России ввёл в практику исследования свободно-радикальных реакций метод «спиновых ловушек» .
Работы по применению метода ЭПР для исследования d1—комплексов ванадоцена имеют важное значение для развития химии металлоорганических соединений ванадия.
Был членом Научного совета РАН по химическому строению и реакционной способности, членом Учёного совета ИМХ РАН, координатором работ в рамках ФЦП «Интеграция», руководил работой ЦКП «Аналитический центр ИМХ РАН».

## Награды
- Государственная премия СССР (в составе группы, за 1985 год) — за цикл работ «Синтез, строение, реакционная способность и применение орто-семихиноновых комплексов переходных и непереходных элементов» (1971—1983)